# Agustín Abreu Orta
 A. Agustín Abreu Orta (1765 - 1806) fue un marino español que tuvo una importante actuación en la lucha contra las Invasiones Inglesas al Río de la Plata.

## Biografía
A. Agustín Abreu Orta nació en Tarifa, España, en 1765. Ingresó en la Real Armada y tras una destacada actuación militar, alcanzó el grado de teniente de fragata.
Pasó a servir en el apostadero de Montevideo, ciudad en la que pasó a situación de retiro. Se encontraba radicado en Montevideo cuando se produjeron las Invasiones Inglesas al Río de la Plata. Abreu se puso de inmediato a disposición del gobernador de la plaza, recibiendo el mando de uno de los tercios que la guarnecían.
Por orden del Virrey Rafael de Sobremonte marchó al frente de 400 hombres contra el enemigo en San Carlos (Uruguay), cerca de Maldonado, donde las tropas británicas se proveían de víveres. Estando los invasores en el poblado, el 7 de noviembre de 1806 las tropas de milicias de caballería de Abreu cruzaron el arroyo e intentaron desalojarlos. En el Combate de San Carlos, las tropas inglesas se situaron en una loma y rechazaron el ataque comandado por Agustín Abreu, quien fue mortalmente herido en el combate, falleciendo tres días después. Sus restos fueron sepultados en la iglesia de San Francisco de Montevideo
Algunos contemporáneos lo compararon con Guzmán el Bueno, aunque otros documentos concuerdan en señalar su impericia.
"A la gloriosa memoria del Teniente de Fragata D. Agustín Abreu" dedicó una obra poética su amigo José Prego de Oliver, donde describe su muerte.
Había contraído matrimonio el 4 de noviembre de 1804 en Montevideo con María Margarita Gabriela Viana Alzaibar, hija del mariscal de campo José Joaquín de Viana y hermana de Francisco Javier de Viana, a quien el gobierno español le concedió una pensión vitalicia.